# Glatigny (Mosella)
Glatigny è un comune francese di 284 abitanti situato nel dipartimento della Mosella nella regione del Grand Est.

## Società

### Evoluzione demografica
Abitanti censiti